# Tetjana Lužans'ka
Tetjana Lužans'ka, accreditata come Tetiana Luzhanska dalla WTA (in ucraino Тетя́на Лужа́нська?; Kiev, 4 settembre 1984), è un'ex tennista ucraina naturalizzata statunitense dal novembre 2011.

## Carriera
In carriera ha raggiunto una finale nel doppio al Nordea Nordic Light Open nel 2007, in coppia con Chan Chin-wei, perdendo da Anabel Medina Garrigues e Virginia Ruano Pascual per 1-6, 7-5, [6-10].

## Statistiche

### Doppio

#### Finali perse (1)
| Numero | Anno          | Torneo                              | Superficie | Compagna      | Avversarie in finale                           | Punteggio        |
| 1.     | 5 agosto 2007 | Nordea Nordic Light Open, Stoccolma | Cemento    | Chan Chin-wei | Anabel Medina Garrigues Virginia Ruano Pascual | 1-6, 7-5, [6-10] |